# Plopșorelu
Plopșorelu – wieś w Rumunii, w okręgu Aluta, w gminie Vulpeni. W 2011 roku liczyła 146 mieszkańców. 